# Филипп де Ланнуа (принц ди Сульмона)
Филипп де Ланнуа (фр. Philippe de Lannoy, итал. Philippo de Lannoy; 1514—1553), 2-й князь Сульмоны и Ортонамаре — имперский военачальник, участник Итальянских войн.

## Биография
Сын знаменитого имперского генерала Шарля де Ланнуа, принца ди Сульмона, и Франсуазы д'Антремон де Монбель.
Сеньор де Санзей, в 1530 году стал графом ди Венафро.
По примеру отца поступил на службу в армию Карла V. Командовал испанской кавалерией в Неаполитанском королевстве. Вместе с герцогом Альбой и Жоашеном де Ри участвовал в осаде Туниса и Ла-Голетты в 1535 году, и получил «знатное ранение» при осаде Алжира в 1541.
В 1544 году, командуя неаполитанской кавалерией в частях князя Салернского, нанес поражение войскам генерала Строцци в проигранной имперцами битве при Черизоле.
В 1546—1547 годах командовал легкой испанской и итальянской кавалерией в Шмалькальденской войне, и отличился в битве при Мюльберге.
В 1546 году на капитуле в Утрехте был принят в рыцари ордена Золотого руна.

## Семья
Жена (1534, Неаполь): Изабелла Колонна (1513, Фонди — 11.04.1570), дочь Веспасиано Колонна, 2-го герцога ди Траетто, и Беатриче Аппиано д'Арагоны, вдова имперского капитана Лудовико Гонзага «Родомонте», графа Саббьонеты
Дети:
- Мария де Ланнуа, монахиня в Санта-Мария-ин-Реджина Чели в Риме
- Шарль II де Ланнуа (фр. Charles II de Lannoy; 1538—1568), унаследовал княжество Сульмону и графство Венафро, а также командование ротой кавалерии в Неаполитанском королевстве. У него были постоянные споры с жителями Сульмоны за право юрисдикции. В 1559 году на капитуле в Генте пожалован Филиппом II в рыцари ордена Золотого руна. Жена (1559): принцесса Констанца Дориа дель Карретто (1543—1591), дочь Маркантонио Дориа дель Карретто, князя Мельфи и Священной Римской империи, и Джованны де Лейва, Очень богатая дама, потратившая свое состояние на благотворительность
- Беатриче де Ланнуа. Муж 1): Альфонсо де Гевара, 5-й граф ди Потенца; 2) (1571): Альберто Аквавива д'Арагона, 12-й герцог д'Атри
- Проспер де Ланнуа
- Орацио де Ланнуа (ум. 1597), принц ди Сульмона. Жена (после 1557): Антония д'Авалос д'Аквино д'Арагона, дочь Альфонсо д'Авалоса д'Аквино д'Арагоны, 1-го князя ди Пескары, и Марии д'Арагона, вдова Джан Джакомо Тривульцио, маркиза ди Виджевано
- Виттория де Ланнуа (ум. после 23.12.1594). Муж (1569): Джулио Антонио Аквавива д'Арагона, 1-й князь ди Казерта